# Ansar al-Shari'a (Tunisia)
Gli Anṣār al-Sharīʿa in Tunisia (in arabo ﺍﻧﺼﺎﺭ ﺍﻟﺸﺮﻳﻌـة بتونس‎?, Anṣār al-Sharīʿa bi-Tūnus) sono un gruppo terroristico gihadista, attivo in Tunisia fin dal 2011.
Omonimi di un gruppo terroristico libico, parimenti ispirato all'ideologia takfirista, gli Anṣār al-Sharīʿa sono stati guidati inizialmente da Abū ʿAyād al-Tūnusī, nome di battaglia di "Sayfallah Ben Hassine" (francesizzazione di "Sayf Allāh b. Ḥusayn"), e la loro consistenza viene stimata in circa un migliaio di militanti.
Gli Anṣār al-Sharīʿa sono stati indicati come "organizzazione terroristica" dal governo tunisino, dalle Nazioni Unite, dagli Emirati Arabi Uniti, dal Regno Unito e dagli USA. Alcuni dei suoi militanti si crede abbiano partecipato all'attentato di Susa del 2015.

## Basi ideologiche
In seguito alla Rivoluzione tunisina del 2011, furono rimessi in libertà molti prigionieri politici tunisini detenuti dal regime del Presidente Zine El-Abidine Ben Ali, incluso Abū ʿAyād al-Tūnusī (ossia Sayfallah Ben Hassine), che era stato in precedenza cofondatore con Tarek Maaroufi (Tāriq Maʿrūfī) del Gruppo di combattimento tunisino nel giugno del 2000.
Abū ʿAyād, alias Ben Hassine fondò gli Anṣār al-Sharīʿa alla fine di aprile del 2011. Il gruppo sviluppò rapidamente suoi strumenti di comunicazione, l'al-Qairawan Media Foundation, e altri media, come un blog, una pagina su Facebook e una rivista.Anṣār al-Sharīʿa ha convocato un Congresso nazionale a Qayrawan nel 2012 in cui Abū ʿAyād al-Tūnusī/Sayf Allāh Ben Hassine esortò affinché si realizzasse l'islamizzazione dei media tunisini, dell'istruzione, del turismo e dei settori commerciali, e l'istituzione di un sindacato islamico per contrastare la laica Unione Generale Tunisina del Lavoro (UGTT). Il gruppo effettuò una campagna per la liberazione di prigionieri islamisti, come ʿOmar ʿAbd al-Raḥmān, Abū Qatāda al-Filasṭīnī e dei tunisini che avevano combattuto nell'organizzazione al-Jama'at al-Tawhid wa al-Jihad (poi diventata Tanẓīm qāʿidat al-jihād fī bilād al-rāfidayn) che erano incarcerati nelle prigioni irachene.
I membri di Anṣār al-Sharīʿa hanno preso regolarmente parte alle proteste in Tunisia contro la pretesa blasfemia nei confronti di Maometto del quotidiano danese Jyllands-Posten, e sono sospettati di coinvolgimento in un certo numero di altri incidenti violenti. Il ministro tunisino degli Interni ha accusato il gruppo di essere dietro l'ondata di assassinii politici tunisini del 2013. Violenti incidenti attribuiti a membri del gruppo comprendono aggressioni alla stazione televisiva che aveva mandato in onda il film Persepolis nell'ottobre del 2011, attacchi a una controversa mostra d'arte nel giugno del 2012, il mortale attacco nel settembre del 2012 all'Ambasciata statunitense a Tunisi, motivato dall'accusa di blasfemia rivolto al trailer YouTube per un film dal titolo Innocence of Muslims e l'omicidio dei politici Chokri Belaid (Febbraio 2013) e Mohamed Brahmi (luglio 2013).